# Гудачек, Либор
Ли́бор Гу́дачек (словац. Libor Hudáček; род. 7 сентября 1990, Левоча, Восточно-Словацкий край) — словацкий хоккеист, центральный нападающий клуба «Оцеларжи» из Тршинеца. Брат Юлиуса Гудачека.

## Достижения
- Победитель Словацкой экстралиги 2012
- Серебряный призёр чемпионата мира 2012
- Серебряный призёр Словацкой экстралиги 2010
- Серебряный призёр Чешской экстралиги 2019

## Статистика
Обновлено на 12 января 2020 года
- Словацкая экстралига — 194 игр, 113 очков (47+66)
- Чешская экстралига — 100 игр, 79 очков (33+46)
- КХЛ — 153 игры, 58 очков (26+32)
- Шведская лига — 137 игр, 83 очка (34+49)
- Лига чемпионов — 6 игр, 8 очков (7+1)
- Сборная Словакии — 97 игр, 46 очков (19+27)